# Sermaise (Maine-et-Loire)
Pour les articles homonymes, voir Sermaise.
Sermaise est une commune française située dans le département de Maine-et-Loire, en région Pays de la Loire.

## Géographie

### Localisation
Commune angevine du Baugeois, Sermaise se situe sur l'unité paysagère du Plateau du Baugeois, au nord de Saint-Georges-du-Bois, sur la route D 59, Jarzé / Saint-Georges-du-Bois.

### Communes limitrophes
| Jarzé Villages |          | Baugé-en-Anjou   |
|                | Sermaise |                  |
| Mazé-Milon     |          | Les Bois d'Anjou |

### Climat
Pour des articles plus généraux, voir Climat des Pays de la Loire et Climat de Maine-et-Loire.
En 2010, le climat de la commune est de type climat océanique altéré, selon une étude du CNRS s'appuyant sur une série de données couvrant la période 1971-2000. En 2020, Météo-France publie une typologie des climats de la France métropolitaine dans laquelle la commune est exposée à un climat océanique et est dans la région climatique Moyenne vallée de la Loire, caractérisée par une bonne insolation (1 850 h/an) et un été peu pluvieux.
Pour la période 1971-2000, la température annuelle moyenne est de 11,9 °C, avec une amplitude thermique annuelle de 14,5 °C. Le cumul annuel moyen de précipitations est de 629 mm, avec 11,4 jours de précipitations en janvier et 5,9 jours en juillet. Pour la période 1991-2020, la température moyenne annuelle observée sur la station météorologique de Météo-France la plus proche, « Fontaine-Guerin », sur la commune des Bois d'Anjou à 5 km à vol d'oiseau, est de 12,7 °C et le cumul annuel moyen de précipitations est de 666,2 mm,. Pour l'avenir, les paramètres climatiques de la commune estimés pour 2050 selon différents scénarios d'émission de gaz à effet de serre sont consultables sur un site dédié publié par Météo-France en novembre 2022.

## Urbanisme

### Typologie
Au 1er janvier 2024, Sermaise est catégorisée commune rurale à habitat dispersé, selon la nouvelle grille communale de densité à sept niveaux définie par l'Insee en 2022.
Elle est située hors unité urbaine. Par ailleurs la commune fait partie de l'aire d'attraction d'Angers, dont elle est une commune de la couronne,. Cette aire, qui regroupe 81 communes, est catégorisée dans les aires de 200 000 à moins de 700 000 habitants,.

### Occupation des sols
L'occupation des sols de la commune, telle qu'elle ressort de la base de données européenne d’occupation biophysique des sols Corine Land Cover (CLC), est marquée par l'importance des territoires agricoles (87 % en 2018), en diminution par rapport à 1990 (90,5 %). La répartition détaillée en 2018 est la suivante : 
terres arables (37,1 %), prairies (29,4 %), zones agricoles hétérogènes (20,6 %), forêts (9,5 %), zones urbanisées (3,5 %). L'évolution de l’occupation des sols de la commune et de ses infrastructures peut être observée sur les différentes représentations cartographiques du territoire : la carte de Cassini (XVIIIe siècle), la carte d'état-major (1820-1866) et les cartes ou photos aériennes de l'IGN pour la période actuelle (1950 à aujourd'hui).

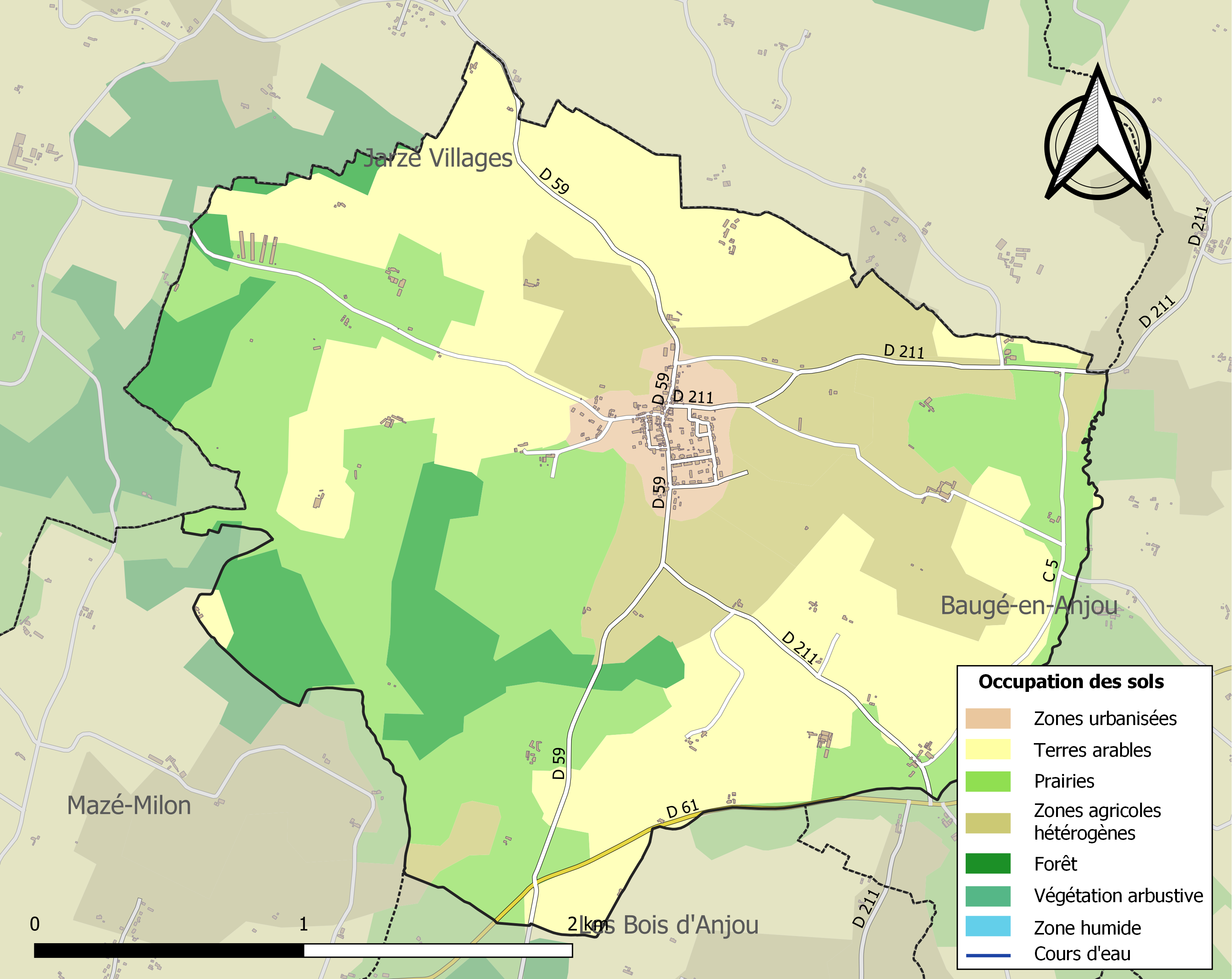
Carte des infrastructures et de l'occupation des sols de la commune en 2018 (CLC).

## Toponymie
Apud Sarmasias, ad villam Sarmasias en 1060, Sermoise en 1783.
Ses habitants sont appelés les Sarmates,. On trouve aussi les formes Sermatres et Sermaisiens.

## Histoire
Sous l'Ancien Régime, la paroisse dépend de l'archiprêtré du Lude, de l'élection et du district de Baugé.

## Politique et administration

### Administration municipale
| Période                                  | Période                   | Identité                              | Étiquette  | Qualité                                          |
| ---------------------------------------- | ------------------------- | ------------------------------------- | ---------- | ------------------------------------------------ |
| 1790                                     |                           | François Duveau                       |            |                                                  |
| août 1792                                |                           | ... Baron                             |            |                                                  |
| an II                                    |                           | Urbain Fremont                        |            |                                                  |
| 1er messidor an VIII (20 juin 1800)      | 1808 (décès)              | Louis-Auguste-Jean Ridouet du Rouveau |            | Anc. officier d'infanterie, anc. agent municipal |
| 14 juin 1808                             |                           | J.-P. Ferrière                        |            |                                                  |
| 7 septembre 1826                         |                           | A.-R.-Louis de Crochard               |            |                                                  |
| 2 septembre 1830                         |                           | Urbain-Pierre Touzé                   |            |                                                  |
| 14 septembre 1848                        |                           | Joseph Georget                        |            |                                                  |
| 1870                                     |                           | Pierre Ferron                         |            |                                                  |
| 1871                                     |                           | Michel Couronneau                     |            |                                                  |
| 1874                                     |                           | Joseph Georget                        |            |                                                  |
| 1878                                     |                           | François Leblois                      |            |                                                  |
| 1890                                     |                           | Eugène Pelluau                        |            |                                                  |
| 1904                                     |                           | Joseph Rousseau                       |            |                                                  |
| 1912                                     |                           | Auguste Poupin                        |            |                                                  |
| 1919                                     |                           | René Leboucher                        |            |                                                  |
| 1922                                     |                           | Clément Piron                         |            |                                                  |
| 1927                                     |                           | Louis Maubert                         |            |                                                  |
| 1929                                     |                           | Joseph Froger                         |            |                                                  |
| 1945                                     |                           | Baptiste Lasne                        |            |                                                  |
| 1948                                     |                           | Georges Cheve                         |            |                                                  |
| 1949                                     |                           | Joseph Froger                         |            |                                                  |
| mai 1953                                 |                           | Jean-Baptiste Cheve                   |            |                                                  |
| mars 1971                                |                           | Georges Jayer                         | SE         |                                                  |
| juin 1995                                | mars 2008                 | Jean-Claude Fouque                    | UMP        |                                                  |
| mars 2008                                | mai 2020                  | Bernard Lahondès                      | SE puis FN |                                                  |
| 28 mai 2020                              | En cours (au 9 juin 2020) | Gildas Marek                          |            |                                                  |
| Les données manquantes sont à compléter. |                           |                                       |            |                                                  |

### Intercommunalité
La commune est membre de la communauté de communes Anjou Loir et Sarthe, après disparition de la communauté de communes du Loir, elle-même membre du syndicat mixte Pays Loire-Angers.

## Population et société

### Démographie

#### Évolution démographique
L'évolution du nombre d'habitants est connue à travers les recensements de la population effectués dans la commune depuis 1793. Pour les communes de moins de 10 000 habitants, une enquête de recensement portant sur toute la population est réalisée tous les cinq ans, les populations de référence des années intermédiaires étant quant à elles estimées par interpolation ou extrapolation. Pour la commune, le premier recensement exhaustif entrant dans le cadre du nouveau dispositif a été réalisé en 2007.

En 2022, la commune comptait 341 habitants, en évolution de +6,9 % par rapport à 2016 (Maine-et-Loire : +2,12 %, France hors Mayotte : +2,11 %).
| 1793 | 1800 | 1806 | 1821 | 1831 | 1836 | 1841 | 1846 | 1851 |
| ---- | ---- | ---- | ---- | ---- | ---- | ---- | ---- | ---- |
| 371  | 374  | 382  | 381  | 398  | 431  | 422  | 426  | 428  |

| 1856 | 1861 | 1866 | 1872 | 1876 | 1881 | 1886 | 1891 | 1896 |
| ---- | ---- | ---- | ---- | ---- | ---- | ---- | ---- | ---- |
| 433  | 443  | 420  | 374  | 403  | 371  | 385  | 367  | 350  |

| 1901 | 1906 | 1911 | 1921 | 1926 | 1931 | 1936 | 1946 | 1954 |
| ---- | ---- | ---- | ---- | ---- | ---- | ---- | ---- | ---- |
| 357  | 355  | 350  | 320  | 341  | 316  | 304  | 284  | 288  |

| 1962 | 1968 | 1975 | 1982 | 1990 | 1999 | 2006 | 2007 | 2012 |
| ---- | ---- | ---- | ---- | ---- | ---- | ---- | ---- | ---- |
| 272  | 250  | 217  | 268  | 244  | 227  | 319  | 332  | 300  |

| 2017 | 2022 | - | - | - | - | - | - | - |
| ---- | ---- | - | - | - | - | - | - | - |
| 329  | 341  | - | - | - | - | - | - | - |

#### Pyramide des âges
La population de la commune est relativement jeune.
En 2018, le taux de personnes d'un âge inférieur à 30 ans s'élève à 42,2 %, soit au-dessus de la moyenne départementale (37,2 %). À l'inverse, le taux de personnes d'âge supérieur à 60 ans est de 17,4 % la même année, alors qu'il est de 25,6 % au niveau départemental.
En 2018, la commune compte 168 hommes pour 159 femmes, soit un taux de 51,38 % d'hommes, largement supérieur au taux départemental (48,63 %).
Les pyramides des âges de la commune et du département s'établissent comme suit.
| Hommes | Classe d’âge | Femmes |
| ------ | ------------ | ------ |
| 0,0    | 90 ou +      | 0,6    |
| 3,0    | 75-89 ans    | 5,0    |
| 12,4   | 60-74 ans    | 13,7   |
| 20,1   | 45-59 ans    | 18,1   |
| 23,1   | 30-44 ans    | 19,4   |
| 17,2   | 15-29 ans    | 18,7   |
| 24,3   | 0-14 ans     | 24,4   |

| Hommes | Classe d’âge | Femmes |
| ------ | ------------ | ------ |
| 0,9    | 90 ou +      | 2,1    |
| 7      | 75-89 ans    | 9,5    |
| 16,2   | 60-74 ans    | 16,9   |
| 19,4   | 45-59 ans    | 18,7   |
| 18,2   | 30-44 ans    | 17,5   |
| 18,8   | 15-29 ans    | 17,6   |
| 19,5   | 0-14 ans     | 17,6   |

## Économie
Sur 18 établissements présents sur la commune à la fin de l'année 2010, 33 % relèvent du secteur de l'agriculture (pour une moyenne de 17 % sur le département), aucun du secteur de l'industrie, 6 % du secteur de la construction, 50 % de celui du commerce et des services et 11 % du secteur de l'administration et de la santé. Fin 2015, sur les 22 établissements actifs, 36 % relèvent du secteur de l'agriculture (pour 11 % sur le département), 9 % du secteur de l'industrie, 14 % du secteur de la construction, 23 % de celui du commerce et des services et 18 % du secteur de l'administration et de la santé.

## Culture locale et patrimoine

### Lieux et monuments
- Église Saint-Hilaire.

### Personnalités liées à la commune
- Louis Ier de Beauvau (1409-1462), seigneur de Beauvau et de Sermaise en Anjou, de La Roche-sur-Yon en Vendée, et de Chateaurenard en Bouches-du-Rhône.
- Jean IV de Beauvau (1421-1503), seigneur de Sermaise.